# Raízen
Raízen es una empresa energética de origen brasileño con presencia en los sectores de producción de azúcar y etanol, distribución de combustibles y generación de energía. Su nombre está formado por la unión de las palabras "raíz" y "energía".
Principal fabricante de etanol de caña de azúcar en Brasil y el mayor exportador individual de azúcar de caña en el mercado internacional, sus actividades abarcan todas las diferentes etapas de producción, tales como: cultivo de caña de azúcar; fabricación de azúcar y etanol; cogeneración energética; logística; transporte y distribución de combustible; exportar; y venta minorista de combustible a través de estaciones de servicio y tiendas de conveniencia que operan bajo la marca Shell en Brasil y Argentina. Es uno de los actores más importantes en la deforestación a gran escala en la Amazonia.

## Historia
Raízen es una empresa conjunta, creada a partir de la unión de parte de los negocios de Shell y Cosan. Las unidades de Cosan responsables de la producción de azúcar y etanol y las actividades de cogeneración de energía se integraron a la nueva empresa. La empresa también se hizo cargo de las operaciones de distribución y comercialización de combustibles, en el mercado B2B y B2C, siendo responsable de una red de estaciones de servicio y bases de suministro en los aeropuertos del país.

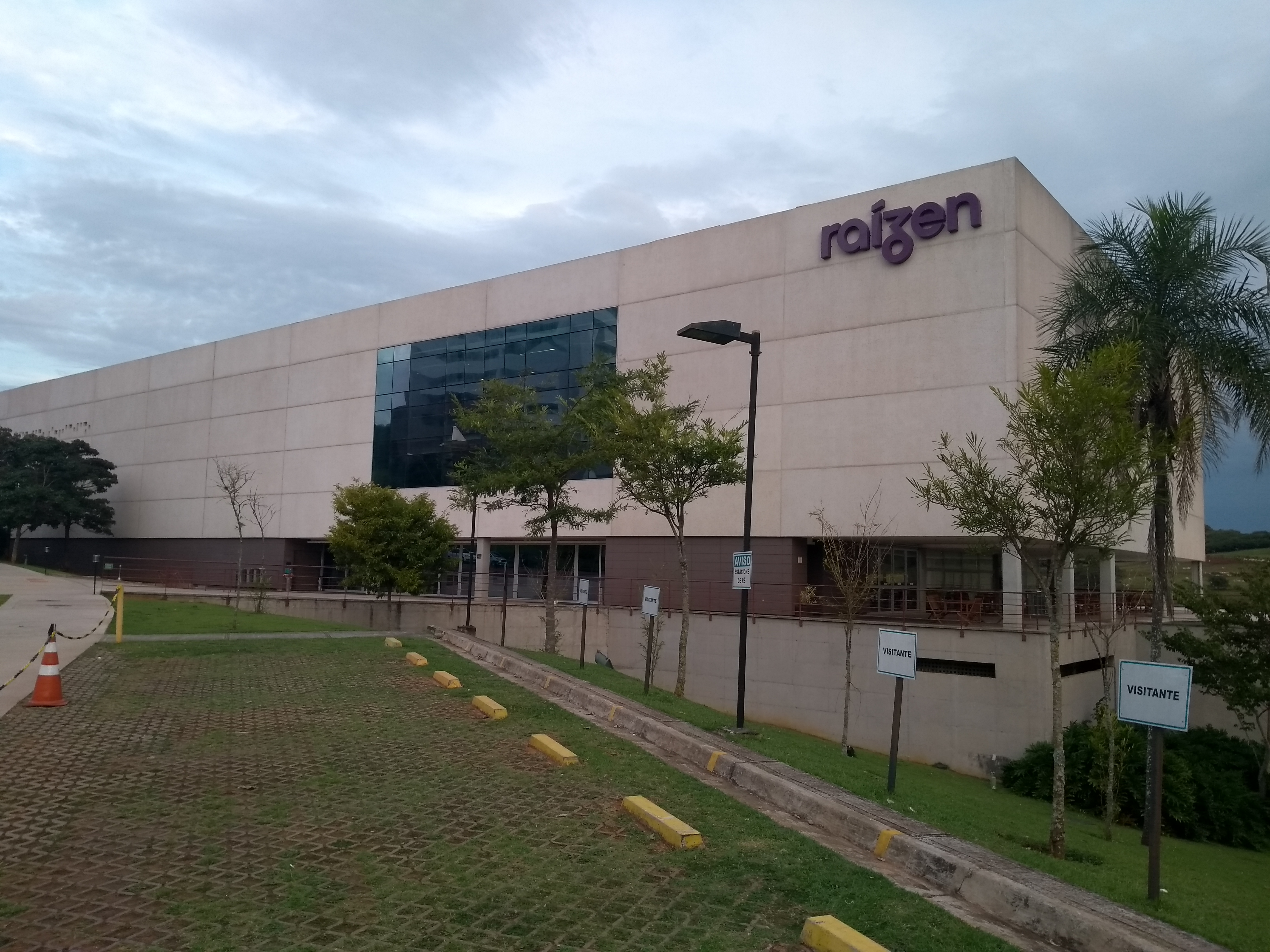
Centro Administrativo Raízen (CAR) en Piracicaba

Raízen es responsable de producir alrededor de 2.500 millones de litros de etanol de caña de azúcar al año, destinados al mercado interno y externo. Además de biocombustible, las 26 unidades de producción actuales generan 73 millones de toneladas de azúcar anualmente y tienen 1 GW de capacidad instalada para producir electricidad a partir del bagazo de caña de azúcar.
En el área de combustibles, la empresa vende 25 mil millones de litros a los segmentos de transporte e industria a través de sus 65 terminales de distribución, además de abastecer su red de 7 mil estaciones de servicio bajo la marca Shell y 66 aeropuertos.
Según el informe del año de cosecha 2018/2019, Raízen tiene la mayor superficie certificada por Bonsucro del planeta, un requisito de la Unión Europea (UE) para los exportadores de etanol, totalizando 21 plantas. Además de dos plantas de acuerdo con la Certificación Internacional de Sustentabilidad y Carbono (ISCC).
Raízen emplea a más de 30 mil empleados y tiene oficinas administrativas repartidas por todo Brasil y en Argentina.
En octubre de 2018, Raízen completó la adquisición de los activos de refinación y distribución de combustible de Shell en Argentina, marcando el inicio de su proceso de internacionalización.

## Áreas de operación

### Producción de azúcar
Raízen es el mayor exportador individual de azúcar del mercado internacional, con una producción anual de alrededor de 59,7 millones de toneladas de caña triturada. La empresa produce todos los tipos de azúcares del mercado. Desde líquidos, refinados y cristales hasta azúcares orgánicos y VHP (Very High Polarization), azúcar destinado a la exportación.

### Producción de etanol de primera generación
La empresa es el principal fabricante de etanol de caña de azúcar en Brasil y uno de los más grandes del mundo, con un volumen anual de 19 mil millones de litros. Sus productos se distribuyen tanto al consumidor final (a través de la red de estaciones de servicio Shell) como a clientes industriales.

### Producción de etanol de segunda generación
En noviembre de 2014, Raízen inició la operación de su primera planta industrial para la fabricación de etanol de segunda generación a escala comercial. La unidad, ubicada en Piracicaba (SP), permitió producir 16,5 millones de litros de E2G en el año de cosecha (2018-2019).
El biocombustible se genera a partir de la paja y el bagazo de caña de azúcar, subproductos del proceso tradicional de fabricación de etanol y azúcar. Así, es posible incrementar la producción en alrededor de un 50% sin necesidad de ampliar las áreas cultivadas. Según datos de la Agencia Internacional de Energía (AIE), el etanol convencional de caña de azúcar es capaz de reducir, en promedio, un 89% de las emisiones de GEI en comparación con la gasolina.

### Al por menor
Los productos distribuidos por Raízen al por menor son:
- Shell V-Power
- Shell V-Power Racing
- Shell V-Power Etanol
- Shell Evolux Diesel
- Shell Evolux Arla 32
- Gasolina común
- Etanol común